# Interscope Records
Az Interscope Records amerikai lemezkiadó, az Universal Music Group része, az Interscope-Geffen-A&M hármas egyik tagja.

## Története

### Kezdetek
A kiadót 1990-ben alapította Jimmy Iovine és Ted Field, az Atlantic Records támogatásával. Az alapítás után átvette az East West Records America a kiadót.

### Később
Habár a kiadó kezdetben a hiphop zenét képviselte, a 2000-es évektől fokozatosan felvette a többi stílust is. Rengeteg előadó csatlakozott a kiadóhoz, így például Marilyn Manson, Limp Bizkit és Kings Of Flow. 
Miután az UMG megszerezte a PolyGram-ot 1998-ban, a Geffen Records, valamint az A&M Records az Interscope-al összevonva működött tovább. Ehhez a DreamWorks Records 2004-ben társult, ezzel rengeteg előadó (köztük a Rise Against és Nelly Furtado) került át az Interscope-Geffen-A&M hármashoz.
Az Interscope 2005-ben létrehozta a Cherrytree Records-t, új előadók számára, először a The Lovemakers, majd a Far East Movement, Feist, Flipsyde, Tokio Hotel, Mindless Behavior, JoJo, Roscoe Dash, Culice Damani, és Robyn. Lady Gaga 2011-től csak az Interscope része.
2007 májusában az Interscope egy közös vállalkozást hozott létre Justin Timberlake-l, mely a Tennman Records elnevezést kapta. Az első előadója Esmée Denters lett.

## Fordítás
- Ez a szócikk részben vagy egészben  az   Interscope Records című angol Wikipédia-szócikk fordításán alapul.  Az eredeti cikk szerkesztőit annak laptörténete sorolja fel. Ez a jelzés csupán a megfogalmazás eredetét és a szerzői jogokat jelzi, nem szolgál a cikkben szereplő információk forrásmegjelöléseként.